# Soultz-sous-Forêts
Soultz-sous-Forêts là một xã thuộc tỉnh Bas-Rhin trong vùng Grand Est đông bắc Pháp.
It is the site of the European Hot Dry Rocks energy research project.